# سارالان
سارالان، روستایی است از توابع بخش مرکزی شهرستان ارومیه استان آذربایجان غربی ایران

## جمعیت
این روستا در دهستان باراندوزچای شمالی قرار داشته و بر اساس سرشماری سال ۱۳۸۵ جمعیّت آن ۳۱۹ نفر (۸۹ خانوار)
بوده‌است.